# Richard John Tarrant
Richard John Tarrant (* 1945 in Brooklyn) ist ein US-amerikanischer Klassischer Philologe.

## Leben
Er studierte an der Fordham University (B.A. 1966) und am Corpus Christi College in Oxford (DPhil 1972). Er lehrte von 1970 bis 1982 an der University of Toronto, bevor er an die Harvard University wechselte. Dort ist er seit 1993 der Pope Professor für lateinische Literatur.
Sein Hauptinteresse gilt der lateinischen Literatur (hauptsächlich, jedoch nicht ausschließlich der Dichtung), dem römischen Drama (hauptsächlich den Tragödien Senecas) sowie der Überlieferungsgeschichte und der Herausgabe antiker lateinischer Texte.
2025 wurde Tarrant ein Internationaler Antonio-Feltrinelli-Preis zugesprochen.

## Schriften (Auswahl)
- (Hrsg.): Seneca: Agamemnon (= Cambridge Classical Texts and Commentaries. Band 18). Cambridge University Press, Cambridge 1976, ISBN 0-521-20807-6.
- (Hrsg.): Seneca’s Thyestes. Scholars Press, Atlanta 1985, ISBN 0-89130-870-9.
- (Hrsg.): P. Ovidi Nasonis Metamorphoses (= Oxford Classical Texts). Oxford University Press, Oxford 2004, ISBN 0-19-814666-3.
- Virgil, Aeneid, book XII (Cambridge Greek and Latin Classics). Cambridge University Press, Cambridge 2012.
- Texts, editors, and readers. Methods and problems in Latin textual criticism. Cambridge 2016, ISBN 0-521-15899-0.